# Ocrepeira rufa
Ocrepeira rufa là một loài nhện trong họ Araneidae.
Loài này thuộc chi Ocrepeira. Ocrepeira rufa được Octavius Pickard-Cambridge miêu tả năm 1889.